# Miloslav Vlček
Miloslav Vlček (* 1. února 1961 Konice) je český politik, v letech 1996–2010 poslanec Poslanecké sněmovny za ČSSD zvolený v Olomouckém kraji, v letech 2006–2010 předseda Poslanecké sněmovny Parlamentu České republiky (rezignoval 30. dubna 2010, přibližně měsíc před koncem volebního období).

## Vzdělání, profese a rodina
Vyučil se v oboru traktorista mechanizátor, poté odmaturoval na Střední odborné škole se zaměřením na agronomie v Prostějově. Vystudoval Provozně ekonomickou fakultu Vysoké školy zemědělské v Brně. Po promoci nastoupil do JZD Ludmírov, kde pracoval jako zástupce ekonoma. Později se stal zaměstnancem finančního úřadu v Konici.
Je podruhé ženatý, z prvního manželství má dceru Karolínu a syna Jakuba. S manželkou Soňou vychovává syna Miloslava a dceru Terezu.
Několik členů jeho rodiny bylo zavražděno při vypálení obce Javoříčko.

## Politická kariéra
V letech 1983–1989 byl členem KSČ, do ČSSD vstoupil v roce 1993.
V komunálních volbách roku 1994, komunálních volbách roku 1998, komunálních volbách roku 2002 a komunálních volbách roku 2006 byl zvolen do zastupitelstva města Konice za ČSSD.
Ve volbách v roce 1996 byl zvolen do poslanecké sněmovny za ČSSD (volební obvod Jihomoravský kraj). Mandát obhájil ve volbách v roce 1998, volbách v roce 2002 a volbách v roce 2006. Ve sněmovně setrval do voleb v roce 2010. V letech 1996–1998 byl členem sněmovního výboru pro veřejnou správu, regionální rozvoj a životní prostředí a zemědělského výboru, v období let 1998–2006 členem rozpočtového výboru (od ledna do června 2006 i jeho předsedou) a v období let 2002–2006 i členem organizačního výboru. V letech 2000–2002, 2002–2003 a 2005–2006 zastával funkci místopředsedy poslaneckého klubu ČSSD, v letech 2006–2010 byl 1. místopředsedou klubu.
V letech 2006–2010 zasedal v předsednictvu ČSSD a k roku 2012 se uvádí jako člen ústředního výkonného výboru ČSSD.
Jeho politická kariéra vyvrcholila po roce 2006. 14. srpna 2006 ho sněmovna zvolila v sedmé volbě předsedou Poslanecké sněmovny poté, co veřejně slíbil, že bude pouze dočasným předsedou a z funkce odstoupí po vyslovení důvěry první vládě Mirka Topolánka (jednobarevné vládě ODS), po pověření ČSSD sestavením vlády, případně před třetím pokusem o sestavení vlády (tzn. dříve, než by měl sestavováním vlády někoho pověřit).
Žádná z těchto podmínek však nebyla splněna, neboť první vláda Mirka Topolánka důvěru sněmovny nedostala a tu naopak získala jeho vláda druhá, k níž se Vlčkův slib odstoupení nevztahoval. Poté opakovaně deklaroval, že je připraven odstoupit, jakmile bude existovat politická dohoda na osobě jeho nástupce, pravděpodobně na Jiřím Paroubkovi jako vůdci nejsilnější opoziční strany ČSSD. Taková dohoda však ve volebním období 2006–2010 nevznikla. Ve funkci (původně zamýšlené jako provizorní) tak setrval čtyři roky.

### Aféry s dotacemi a půjčkami
V polovině dubna 2010 se v médiích objevila kauza týkající se toho, že si Miloslav Vlček na volební kampaň půjčil peníze od svého poslaneckého asistenta JUDr. Zdeňka Klapky (advokát z Prostějova) a porušil zákon o praní špinavých peněz tím, že více než milionovou částku vracel Klapkovi v hotovosti.
V Hospodářských novinách se také objevila kauza dotace, která byla v rámci tradičního tzv. porcování medvěda, tedy uplatňování lobbistických pozměňovacích návrhů při schvalování státního rozpočtu, na Vlčkův návrh schválena na přestavbu neziskového sportovního centra. Státní dotaci 25 000 000 Kč získalo v letech 2006 a 2007 občanské sdružení Sport centrum Harrachov, jehož předsedou byl v době získání dotace prostějovský podnikatel a advokát Petr Vrtal, bývalý Vlčkův poradce. Dotace byla využita na výstavbu sportovního a relaxačního centra, které zabírá dvě patra luxusního hotelu na Sachrově kopci v Harrachově v Krkonoších. Hotel byl na jaře 2010 zkolaudován a podle vyjádření Hospodářských novin celý hotel i se sportovním a relaxačním centrem nabízela k prodeji za 120 milionů korun firma PV Real.
Dne 22. dubna 2010 oznámil, že kvůli finančnímu skandálu rezignuje na funkci předsedy a současně se vzdá i poslaneckého mandátu k 30. dubnu 2010, což také učinil. Ve sněmovně ho na krátkou dobu do konce funkčního období dolní komory nahradila Yvona Kubjátová.
I pak jeho politická kariéra pokračovala. V senátních volbách roku 2012 neúspěšně kandidoval za ČSSD do Senátu za senátní obvod č. 65 – Šumperk. Získal 22 % hlasů v 1. kole a ve druhém kole ho porazil nestraník Zdeněk Brož.

### Působení ve Výzkumném ústavu živočišné výroby
Do léta 2024 pak působil ve Výzkumném ústavu živočišné výroby v Uhříněvsi pod ekonomickým náměstkem a svým stranickým kolegou Františkem Brožíkem. Ukončení pracovního poměru nastalo dohodou s odstupným, Vlček obdržel dle interních dokumentů ústavu odstupné 387 tisíc, odměnu 31 500 korun a přes 22 tisíc jako náhradu za nevyčerpané volno. Podle serveru Seznam Zprávy přitom na vyplacení odstupného neměl nárok.